# ヒーダボー
ヒーダボー (Hedebo)とは、デンマークのコペンハーゲン南西の地域ヒーダボーで作られた、ホワイトワークの数種類の技法の総称である。この項では、デンマークにおいて発展したホワイトワークであるヒーダボーについて述べる。

## 歴史
18世紀中ごろにデンマークのヒーダボーで生まれ、19世紀終わりにかけて作成され、デンマークを代表する技法として、広く知られるようになった。ヒーダボー地域での製作が衰退した後、20世紀になって、王立芸大の教授が中心となり、ヒーダボーワーク振興会が設立された。近代になり、新しいデザインも作成されている。

## 特徴
土台の布の一部を抜いてすかし模様を作る技法で、手の込んだ精緻な仕事を、しっかりとした土台布に、比較的太い糸で施す。ルネッサンスの影響を強くうけた模様であり、幾何学的模様、対称的な人物像・動物像・植物模様などが多く用いられる。
時代により様々なテクニックが使われており、ドロンワーク・カットワーク・ニードルレースの技法が組み合わされている。ヒーダボーリングはヒーダボーレースの特徴であり、ヒーダボースティックを用いて作成される。

## 種類
技法は年代により変化している。
- カウントワーク(Count Thread Work):Tallesyning (1780～1840年代)
- ヒーダボードロンワーク (Drawn Thread Work):Dragværy (1800～1830年代)
- スクエアカットワーク (Square Cut Work):Rudesyning (1810～1830年代)
- マスク(チェーン)ワーク (Mask Work):Masksyning (1830～1850年代)
- バリュデュリング (Drawn Thread Work):Baldyring (1840～1855年代)
- カットヒーダボー (Cut Hedebo):Vdklps Hedbo (1855～1870年代)
- ヒーダボーレース (Needle Lace):Hedebo Blonde (1800年代中期)
- リング付きヒーダボーレース (Needle Lace with Ring):Hedebo Blonde (1850～1870年代)